# Revenge Prank
Pour les articles homonymes, voir Prank.
Revenge Prank ou Revenge Prank avec DJ Pauly & Vinny est une série télévisée de téléréalités américaines animées par Pauly D et Vinny Guadagnino, mettant en vedette des victimes de farces qui ont la chance de se venger de l'ami, du membre de la famille ou de l'être chères qui les ont à l'origine embarrassées. La première saison de l'émission a été créée le 25 juin 2020 et est actuellement diffusée sur MTV,.
La série a suscité une polémique en ligne sur les sujets de crédibilité et sur les effets émotionnels des farces,,.

## Synopsis
DJ Pauly et Vinny aide les personnes victimes de farces pour se venger de l'ami, du membre de la famille ou de l'être cher qui les ont à l'origine embarrassées.